# Inbus

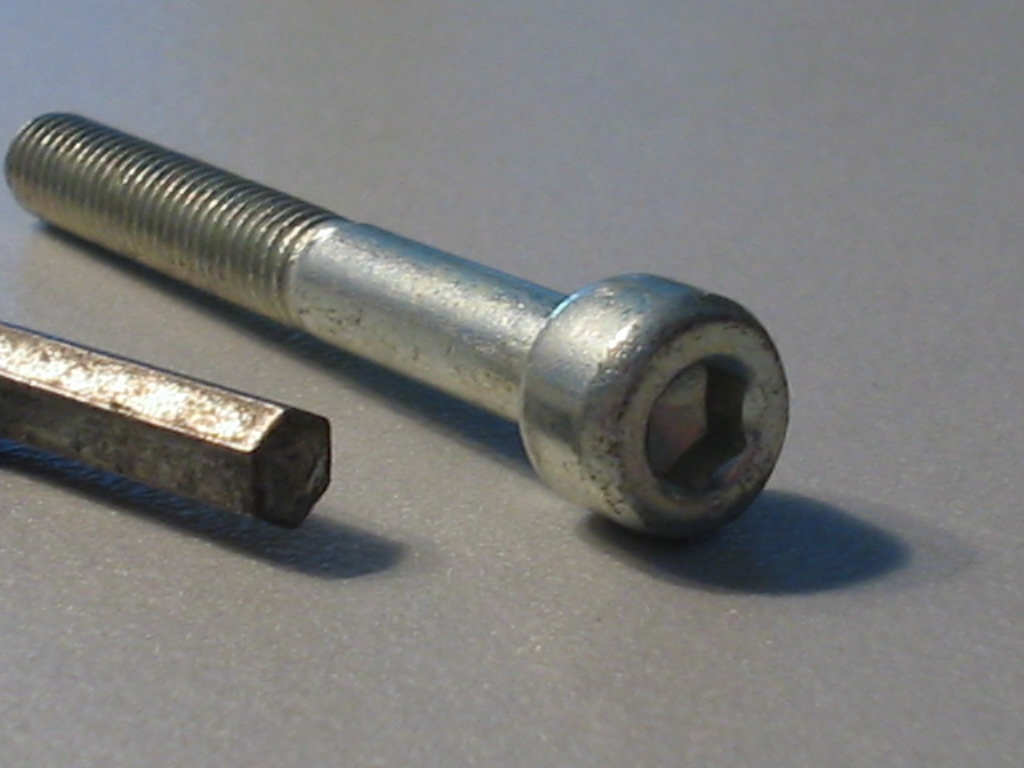
Een inbussleutel en inbusbout

Een inbusbout is een bout die met een inbussleutel kan worden aangedraaid. Meestal wordt een inbus een bout genoemd, maar de definitie van schroef is eigenlijk eerder van toepassing. Men spreekt wel van 'binnenzeskantschroef' of 'binnenzeskantbout'.
De naam INBUS staat voor, Innensechskantschraube Bauer und Schaurte. Innensechskantschraube is Duits voor binnenzeskantschroef, en Bauer und Schaurte (Neuss, Duitsland) is het bedrijf dat het heeft gepatenteerd.
Een inbuskop op een bout bestaat uit een gat met zes zijden waarin de inbussleutel past. Er zijn inbusbouten en -sleutels in verschillende maten in twee reeksen: metrisch (maten in millimeters) en in inches. De maat wordt gemeten over de afstand van twee tegenover elkaar liggende vlakken.